# Château de Soye (Morbihan)
Pour les articles homonymes, voir Château de Soye.
Le château de Soye est un bâtiment situé au lieu-dit Soye sur la commune de Ploemeur, dans le Morbihan (France).

## Histoire
Le château de Soye, situé sur la commune de Ploemeur, est construit entre 1784 et 1786 pour Laurent Esnoul Deschateles, armateur de la Compagnie des Indes et neveu du médecin et philosophe Julien Offray de La Mettrie. C'est dans ce château que naît l'ingénieur des constructions navales, inventeur et homme politique Henri Dupuy de Lôme en 1816.
Le château de Soye sera également le théâtre d’empoisonnements perpétrés par Hélène Jégado en 1841 avant d'être vendu aux vicomtes de Solminihac puis à la ville de Lorient qui le transformera en école de plein air, auberge de jeunesse et cité des œuvres dédiées à l'enfance. Le 15 novembre 1936, il recevra la visite officielle de Jean Zay, ministre de l'Éducation nationale et des Beaux-Arts de 1936 à 1939. 
Après la Seconde Guerre mondiale, le château et son parc accueillent une cité provisoire de baraques afin de loger les sinistrés de la ville détruite.
En 1986, le château de Soye est proposé à la fondation du chanteur Jean-Luc Lahaye pour être transformé en centre d'accueil. Le projet n'aboutit pas et le château, dont la toiture est incendiée en 1988, tombe en ruine. 
Un projet de réhabilitation du potager du XVIIIe siècle et de l'orangerie est en cours.
Le 28 mai 2015, la commune de Ploemeur achète le domaine de Soye à la ville de Lorient et à Lorient Agglomération, précédents propriétaires, afin d'entamer sa réhabilitation.

## Architecture
L’aspect très régulier, voire un peu sévère, du château évoque l’architecture des ingénieurs pour Lorient, mêlée des influences régionalistes et versaillaises.
Fortement inspiré de la maison de La Quintinie au potager du roi à Versailles, et laissant entrevoir des similitudes avec les malouinières (les propriétaires sont originaires de Saint-Malo), le manoir (maison plus haute mise en perspective et couverte d’ardoises), deviendra « château » dans la conscience locale.
Le plan en rectangle simple donne lieu à une élévation de 3 travées côté nord et 5 travées côté sud. À l’aplomb de ces travées, 5 lucarnes dont 2 ovales, celles-ci évitent l’effet de monotonie et surtout rappellent celles du magasin des ventes de la Compagnie.
À l’est, une façade de 3 travées supporte un balcon en fer forgé représentant en son centre les lettres E et D entrelacées, monogramme façon "Marie Antoinette" du bâtisseur, le puissant armateur Esnoul Deschateles.
Le balcon surplombe le potager et fait face au soleil levant. Cette disposition rappelle de façon symbolique l’influence du négociant face à l’Est, c'est-à-dire face « aux Indes » et à « L’Orient ».
Le plan intérieur ressemble à celui des malouinières, l’escalier étant rejeté sur le côté. En l’absence de couloir, les pièces communiquent entre elles : au cours du XVIIIe siècle, la simplification des espaces est de mise.
La construction du château, de 1784 à 1786, se serait faite en cachette d’Émilie Esnoul Deschateles qui l’aurait reçu en cadeau de mariage à l'instar du petit Trianon de Versailles. La réussite sociale à cette époque était d’abord la constitution d’une fortune foncière, en terres ou en propriétés bâties à quelques lieux de la ville. Ces maisons de campagne étaient accompagnées de « jardins de propreté », c’est-à-dire de beaux jardins réguliers et entretenus.

## Architecture du parc
Le premier aménagement du parc date de la fin du XVIIIe siècle et du début du XIXe siècle avec la plantation de plus de mille arbres. Ceux-ci sont disposés en trois alignements, d’une longueur de plus de 1 000 m, suivant les principes des jardins réguliers. Le dessin est une parfaite géométrisation de l’espace, les axes passant au centre de l’habitation. Axe principal : « L’avenue de Ploemeur » de 250 m et « L’avenue du Divit » de 310 m sont dans l’axe traditionnel passant au milieu du château. Lorsque l’allée conduit à un lieu prestigieux, elle est appelée avenue et est alors presque systématiquement bordée d’alignements. Les grandes rangées symétriques mettent en valeur le château. Axe perpendiculaire : la disposition de l’axe traditionnel appelle un deuxième axe perpendiculaire au premier. L’alignement face au potager aide à conduire le regard vers l’extérieur et son axe passe par le milieu du château. Du perron Est, on a une perspective de 250 m donnant sur les champs. Cette disposition est caractéristique des parcs des XVIIe et XVIIIe siècles.
Un potager de 5 000 m2 situé au cœur du parc de près de 20 ha constitue un ornement strictement codifié du jardin, conçu pour être vu et visité tel un « cabinet de curiosité botanique ». C'était un lieu de production pour la table, il devait approvisionner une nouvelle cuisine française friande de légumes primeurs, d’herbes aromatiques et de fruits fondants, en provenance, pour la plupart, du monde entier grâce aux navigateurs et explorateurs. Laurent Esnoul Deschateles a très probablement connu le médecin de la marine François Galloys, responsable de l'éphémère jardin médicinal et botanique de Lorient et qui acclimatait et échangeait les espèces rares de Ceylan, des Antilles, de Chine et d'autres contrées.
Le propriétaire suivant, Louis Charles de Solminihac, maire de Ploemeur au cours du XIXe siècle fit également partie du monde maritime en tant que commissaire principal de la marine et descendant de capitaines de port à Pondichéry et Port-Louis de l’Île Maurice au temps de la Compagnie des Indes. Il y fit construire une orangerie vers 1860.
Le potager, bien qu’agrémenté de plantes issues de l’exotisme au cours du XIXe siècle, subsista jusqu'à l’achat du domaine par la ville de Lorient en 1925.
Il est alors utilisé pour les besoins des enfants installés en école de plein air, colonies de vacances et auberge de jeunesse. Le potager produit les fruits et légumes pour la cantine.
Pendant la guerre, la partie Est du potager est sacrifiée au profit d’un parking et d’une plateforme de réparation des véhicules de l’occupant.
Il faudra attendre l’arrivée des baraques pour qu’il retrouve une utilisation, en tant que jardins ouvriers à l’ouest et école à l’est. Après le départ de la cité provisoire, le potager tombe en désuétude et la nature y reprend ses droits. En 2006-2007, sous l’impulsion de Cap L’Orient, un chantier d’insertion travaille trois mois au défrichage ainsi qu’à la réhabilitation des murs ouest. Une grille est posée à l’entrée, permettant à l'association Mémoire de Soye de proposer un projet de valorisation.
Depuis 2007, sont conservés sur le site 3 pavillons provisoires, uniques témoins du laboratoire d’expériences architecturales qu'a été la reconstruction. Propriété de l'association Mémoire de Soye, et implanté non loin du lavoir en béton subsistant de l'ancienne cité provisoire, l'ensemble est depuis le 16 septembre 2016 inscrit au titre des monuments historiques .

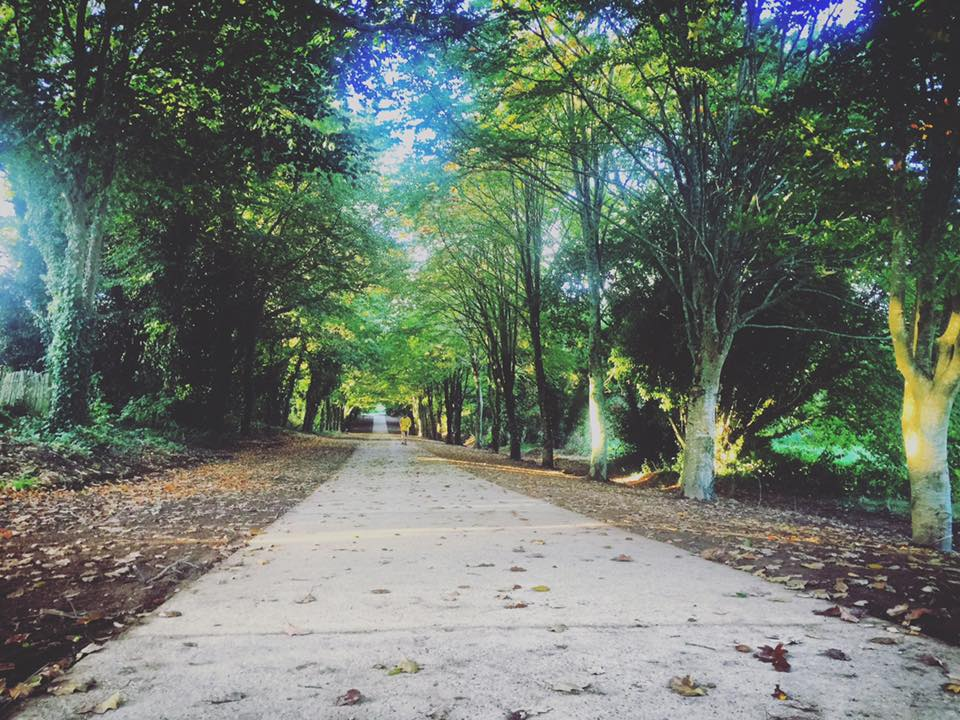
L'allée du Front Populaire, axe paysager nord du domaine aménagé en voie douce, vélo, PMR

## Photographies

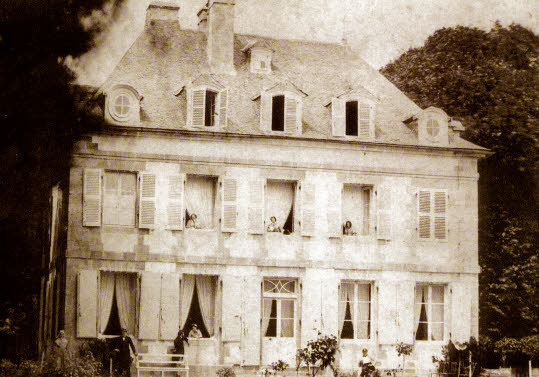
La façade sud en octobre 1898
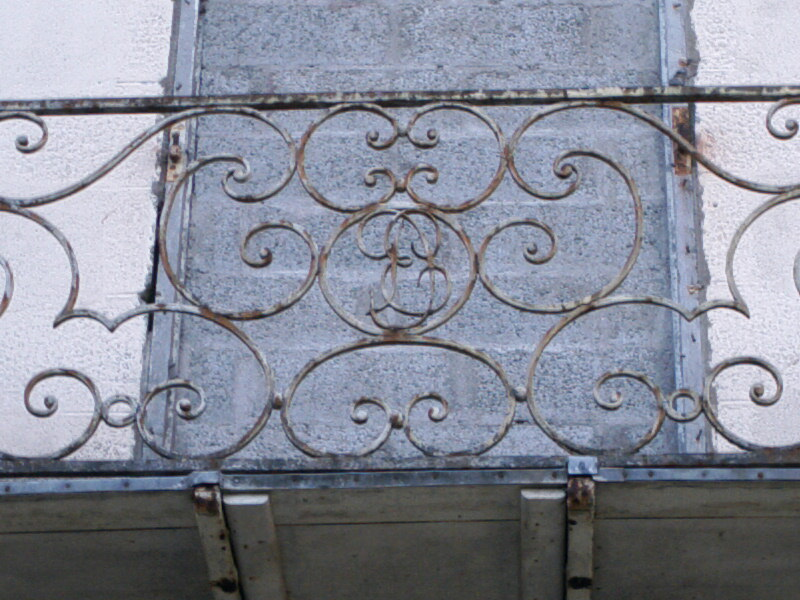
Monogramme « Esnoul Deschateles »
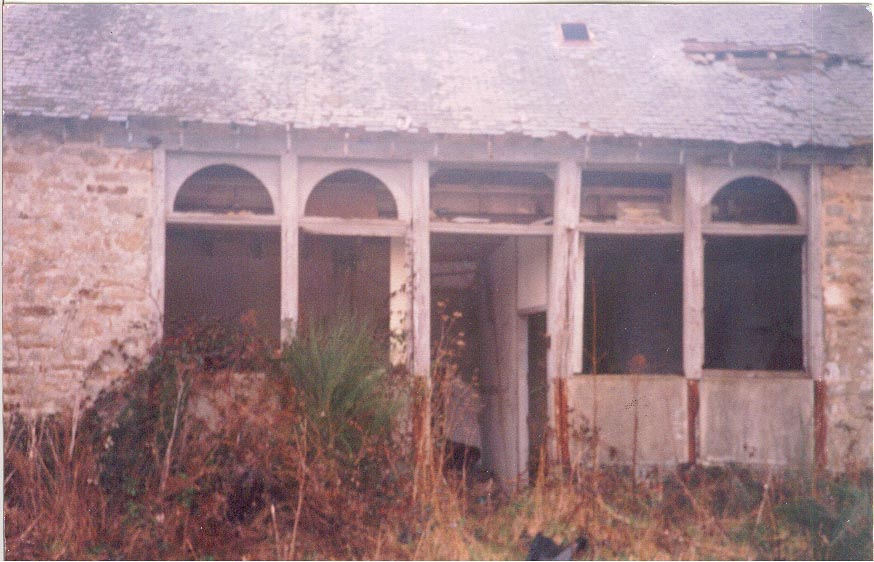
Orangerie du potager, ancienne auberge de jeunesse.
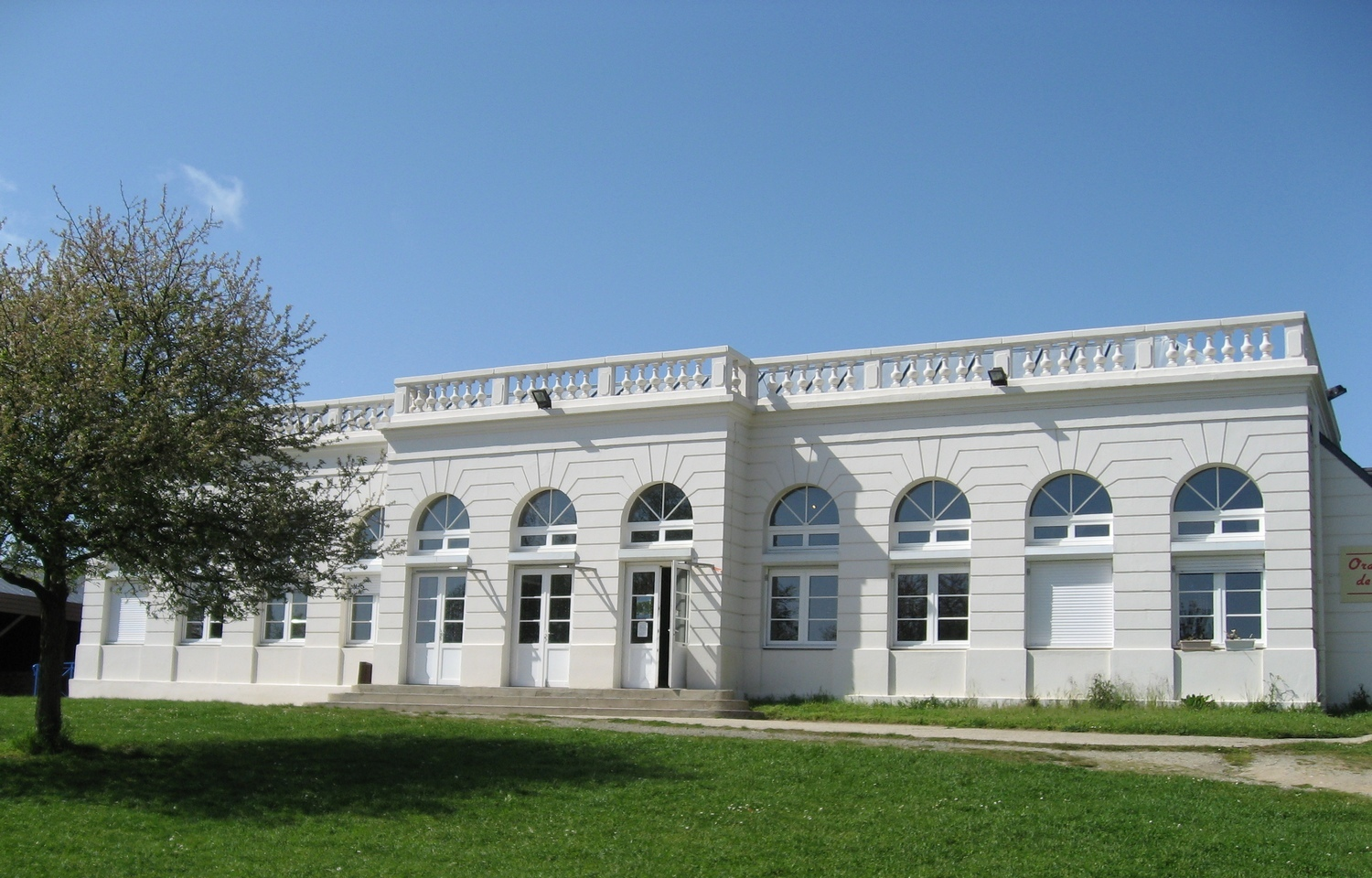
L'aérium, dit "orangerie", premier bâtiment Français à avoir été construit pour les besoins d'une école de plein air.
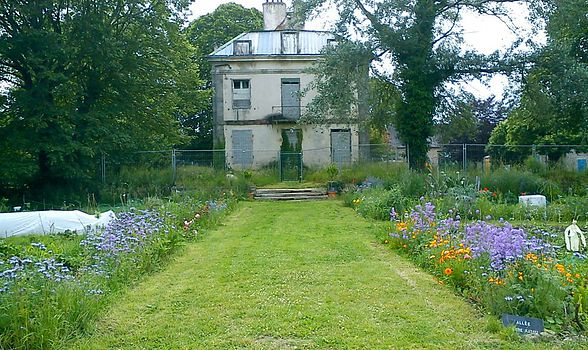
Le potager en cours de réhabilitation
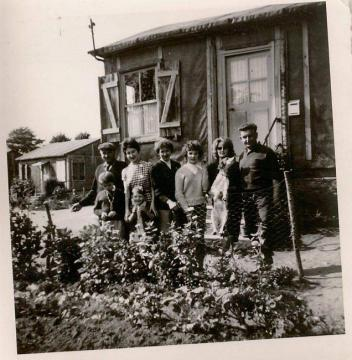
Famille en baraque à Soye
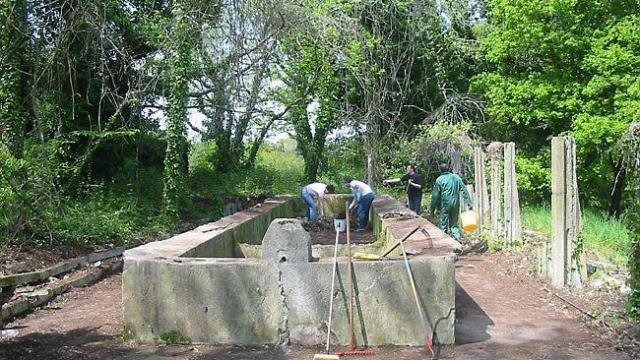
Réfection du lavoir de la cité provisoire en 2004, (Inscrit MH 2016).
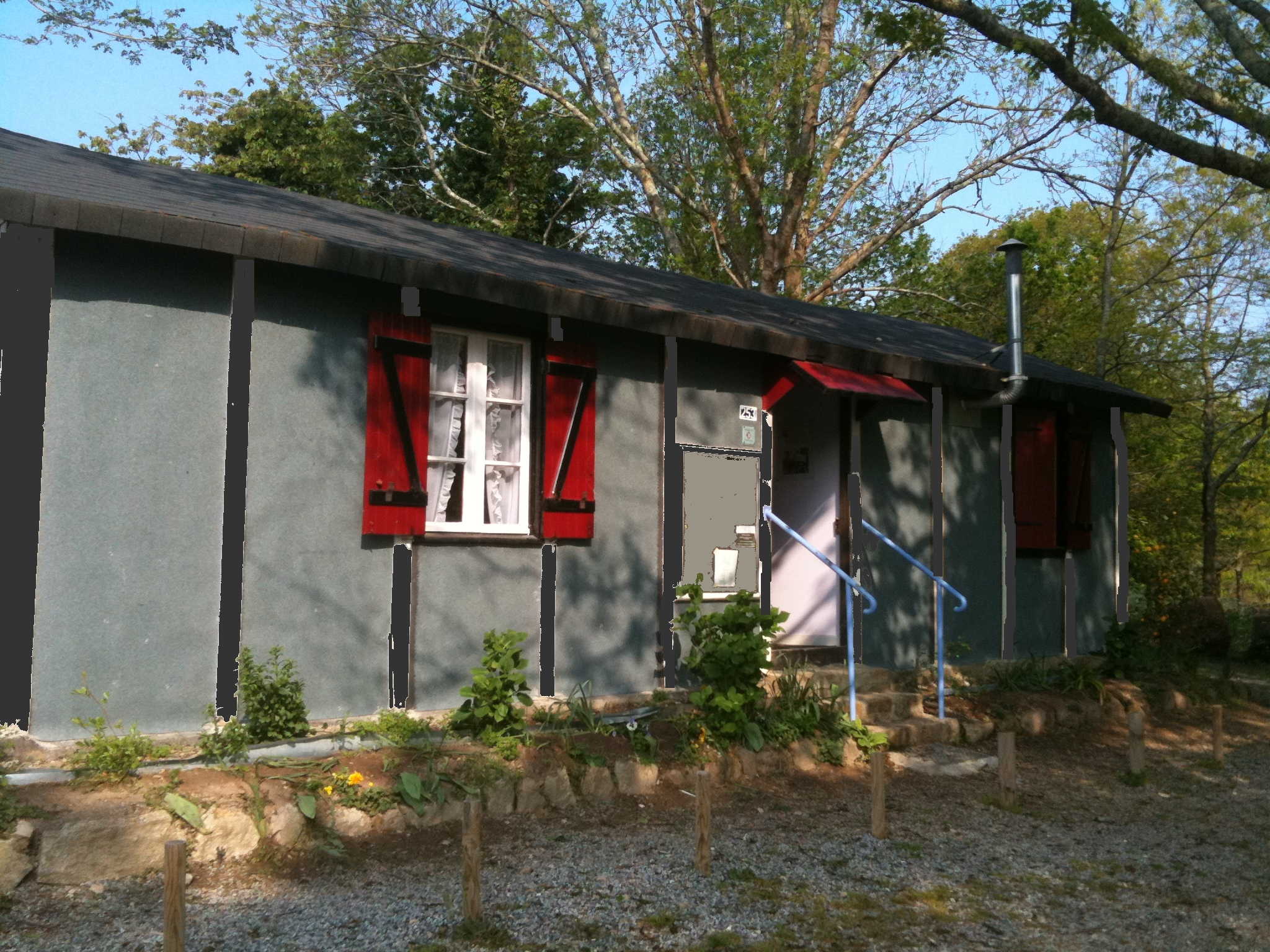
Baraquement 534.10 datant de la reconstruction de Lorient.(Inscrit MH 2016)
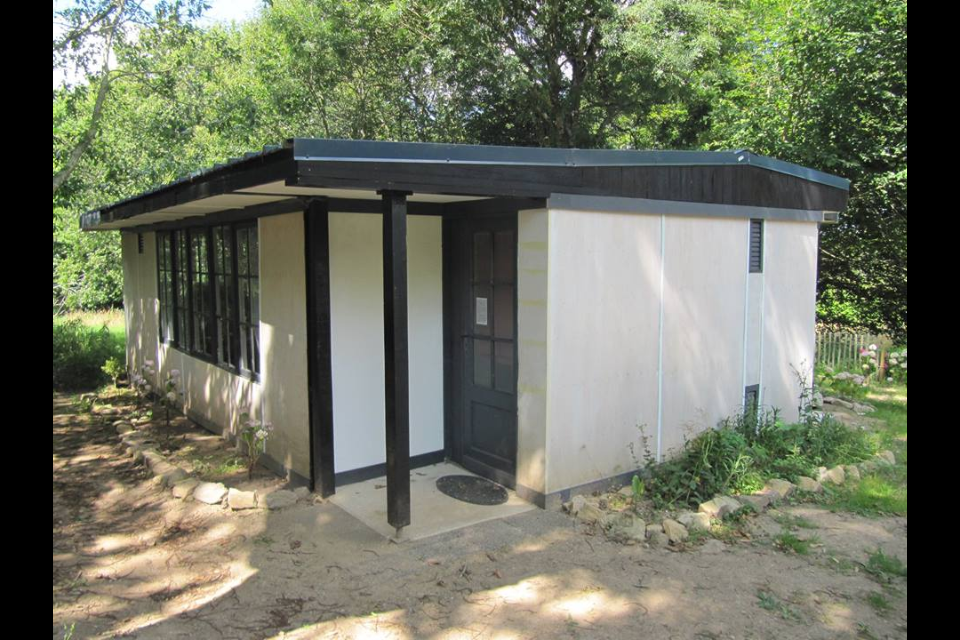
Pavillon UK.100 conservé sur le site depuis 2013. (Inscrit MH 2016)
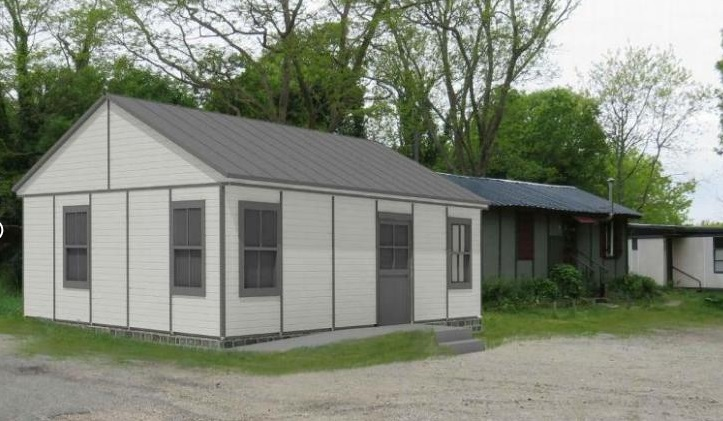
Montage photo du projet d'ajout du 3e pavillon à Soye (travaux à partir de mars 2016)
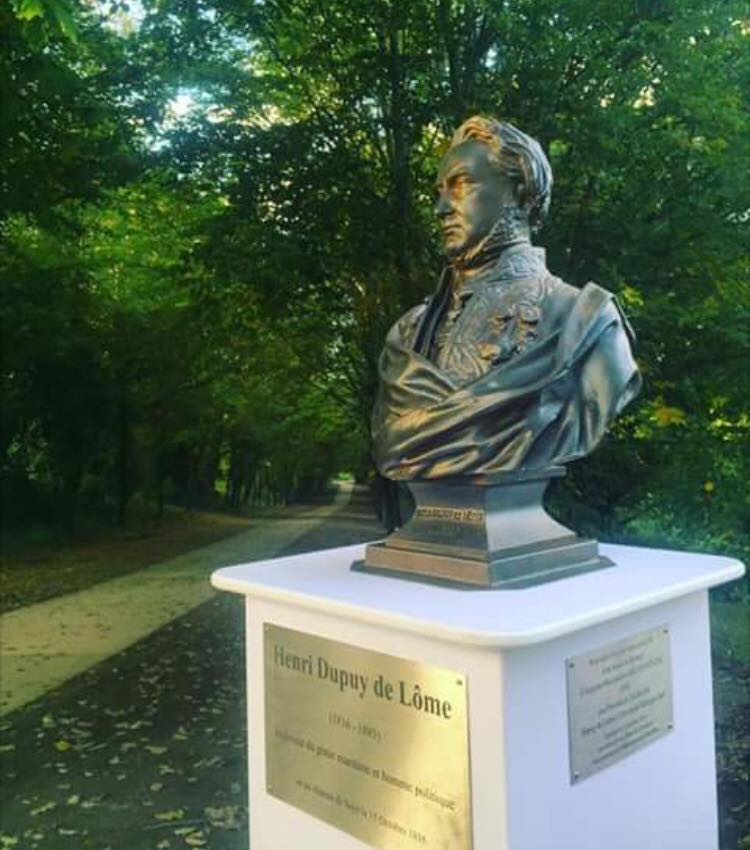
Buste de l'ingénieur Dupuy de Lôme inauguré le jour du bicentenaire de sa naissance, le 15 octobre 2016.